# Thomas Dugdale (1er baron Crathorne)
Thomas Lionel Dugdale (20 juillet 1897 - 26 mars 1977), connu sous le nom de Thomas Dugdale, est un homme politique du Parti conservateur britannique. Il démissionne de son poste de ministre du gouvernement à cause de l'affaire Crichel Down, souvent citée comme un exemple classique de la convention de responsabilité ministérielle individuelle.

## Jeunesse
Thomas Dugdale est le fils du capitaine James Lionel Dugdale, de Crathorne Hall près de Yarm dans le Yorkshire. Son grand-père John Dugdale (mort en 1881) est issu d'une famille de fabricants de coton du Lancashire et a acheté le domaine Crathorne en 1844 .
Dugdale fait ses études au Collège d'Eton et au Collège militaire royal de Sandhurst. Il s'enrôle dans l'armée en 1916, servant avec les Royal Scots Greys pendant la Première Guerre mondiale et les Yorkshire Hussars pendant la Seconde Guerre mondiale.

## Carrière politique
En 1929, Dugdale est élu député de Richmond, Yorkshire du Nord, où il reste jusqu'en 1959. Il est Secrétaire parlementaire privé de plusieurs ministres, dont Stanley Baldwin et whip en chef adjoint. Il est ensuite président du parti conservateur et président du comité agricole du parti. Il est créé baronnet dans les honneurs du Nouvel An de 1945 "pour les services politiques et publics".
Lorsque les conservateurs remportent les élections de 1951, Churchill le nomme ministre de l'Agriculture et des Pêches.
Crichel Down est une parcelle de terre agricole du Dorset acquise par le gouvernement à des fins de défense. Le commandant George Marten, dont l'épouse Mary est la seule enfant et héritière du propriétaire initial du terrain Lord Alington, veut racheter le terrain dans les années 1950 maintenant qu'il n'est plus utilisé par le ministère de la Défense. Cependant, le ministère de l'Agriculture résiste, souhaitant utiliser les terres pour une agriculture expérimentale à une époque de rationnement et de développement agricole. Marten, un ancien écuyer de la famille royale, a des amis très influents et suscite beaucoup de remous au sein du Parti conservateur local et sur les bancs du gouvernement. S'ensuit une enquête publique qui critique la décision du ministère de l'Agriculture et ses fonctionnaires, en particulier leurs méthodes, considérées comme un exemple d'État surpuissant.
Finalement, en 1954, Dugdale annonce que Marten peut racheter le terrain et annonce à la Chambre des communes qu'il démissionne.
La démission de Dugdale est entrée dans l'histoire comme une démission honorable, voire héroïque: un ministre assumant la responsabilité des actions des fonctionnaires, ce qui conduirait au code perçu de la responsabilité ministérielle individuelle. Cependant, dans des documents publiés trente ans après l'affaire, il est constaté que Dugdale a connu et approuvé les actions de ses fonctionnaires et leur a dans une certaine mesure transmis la responsabilité lui-même. Il est également constaté que l'enquête était inexacte et partiale, ayant été menée par un ancien candidat conservateur qui était très opposé aux fonctionnaires et à l'ingérence de l'État.
Le ministre junior de Dugdale, Peter Carington, a également présenté sa démission, mais elle a été refusée. Il est ensuite ministre des Affaires étrangères, démissionnant de son poste en 1982 à cause de la guerre des Malouines. Le commandant Marten reçoit sa terre, mais pas le siège parlementaire conservateur, qu'il avait espéré.
En 1959, Dugdale lui-même est élevé à la pairie en tant que baron Crathorne, de Crathorne dans la circonscription nord du comté de York. Par la suite, il a une deuxième carrière politique en Europe, établissant des liens avec des parlementaires de l'OTAN et du Conseil de l'Europe.

## Famille
Dugdale épouse Nancy, fille de Charles Tennant (baronnet) et Marguerite Miles, en 1936 . Il est décédé en mars 1977, à l'âge de 79 ans. Son fils James Dugdale (2e baron Crathorne) lui succède en tant que baron Crathorne.